# St. Georg (Ulla)

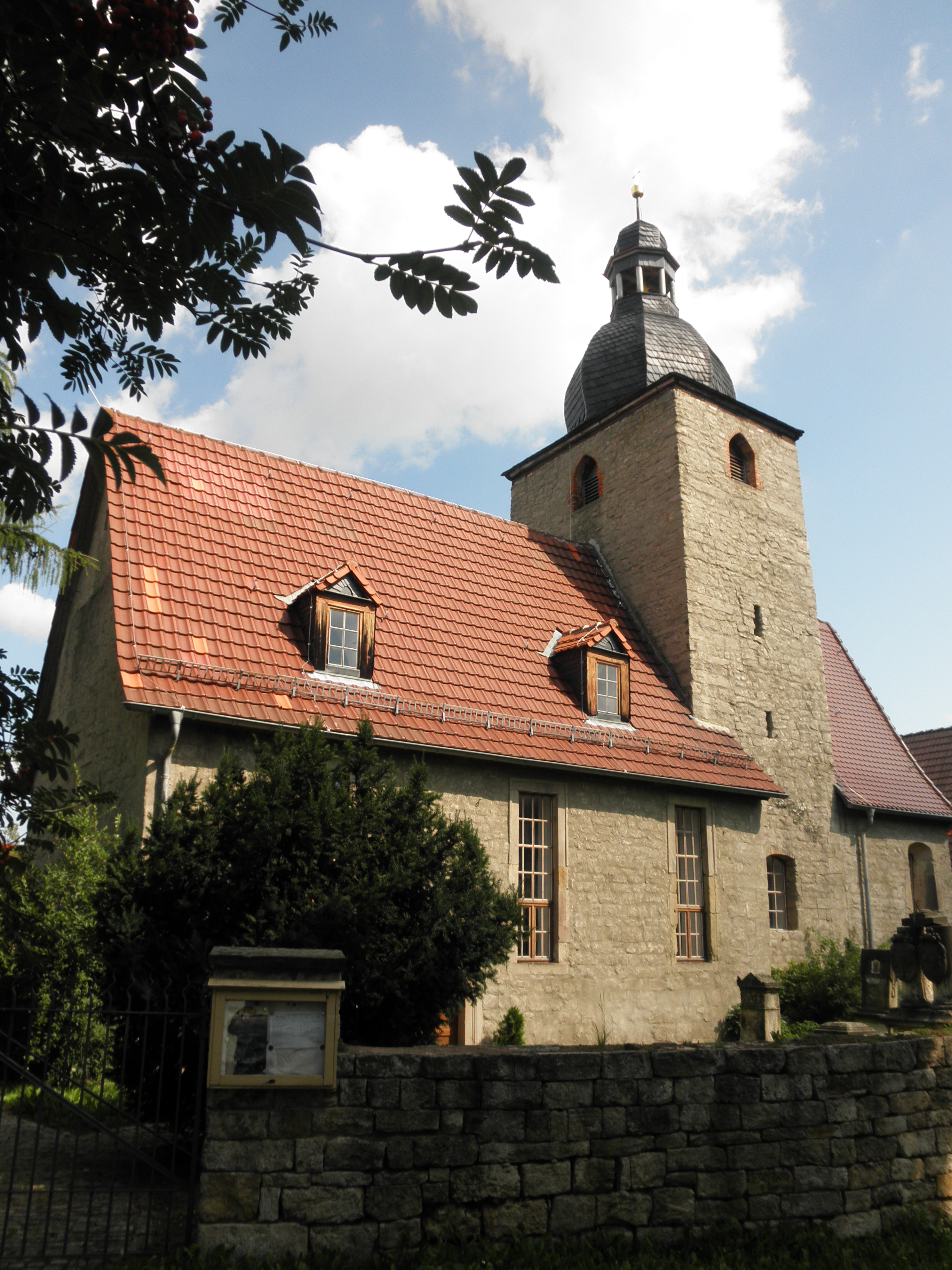
Ansicht von Südwesten

Die Dorfkirche St. Georg steht in Ulla, einem Ortsteil Nohras innerhalb der Gemeinde Grammetal im Landkreis Weimarer Land in Thüringen. Die Kirchengemeinde Ulla gehört zum Kirchengemeindeverband Niederzimmern im Kirchenkreis Weimar der Evangelischen Kirche in Mitteldeutschland.

## Lage
Die evangelische Dorfkirche mit einem ummauerten Friedhof befindet sich am westlichen Dorfrand der Ortschaft.

## Geschichte
Im Jahr 1257 wurde erstmals ein Pfarrer in Ulla urkundlich erwähnt. Es ist davon auszugehen, dass die Chorturmkirche mit ursprünglichem Westeingang viel älter ist. 1472 wurde die Kirche nach Osten um einen gotischen Chor erweitert.
Im 18./19. Jahrhundert baute man die Kirche zur Emporenhalle mit zwei Emporengeschossen um und den Kanzelaltar ein. 1980 wurde dieser entfernt und so das Schiff zum Ostchor geöffnet. 1997–2000 sanierte die Kirchgemeinde mit Hilfe der Deutschen Denkmalstiftung die Mauern. 

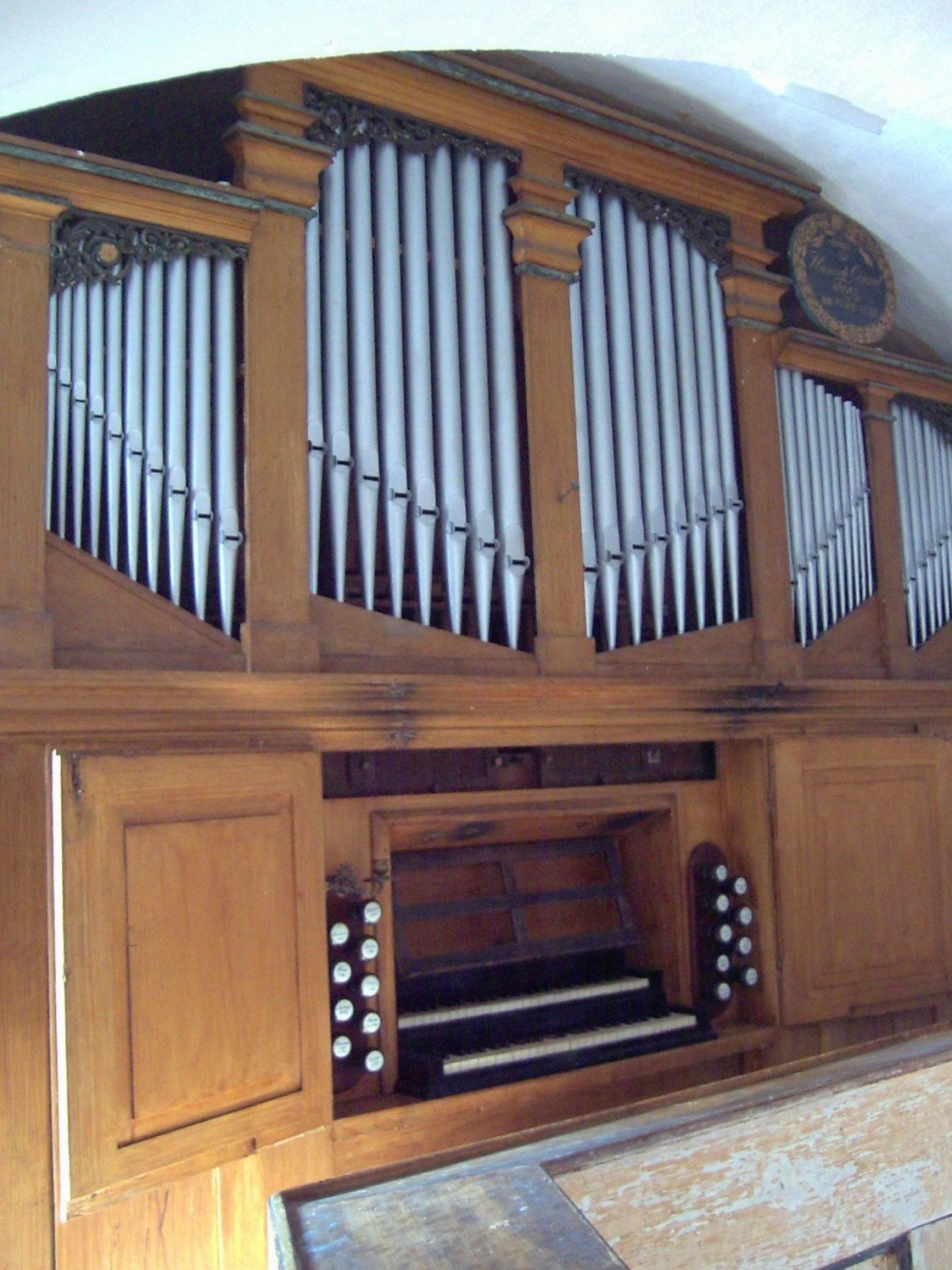
Witzmann-Orgel

 Die Kirche besitzt eine seit 2005 wieder bespielbare Orgel der Gebrüder Witzmann aus dem Jahr 1839.
Der barock erhöhte Kirchturm wurde im 21. Jahrhundert saniert.

## Denkmal
Vor der Kirche steht das Denkmal des 1780 im Dorf geborenen Theologen und Universitätsreformers Wilhelm Martin Leberecht de Wette.